# Odgojne mjere
Maloljetnicima se za počinjena kaznena djela mogu izreći sankcije kao što su odgojne mjere, maloljetnički zatvor i sigurnosne mjere.
Svrha odgojnih mjera i maloljetničkog zatvora je da se pružanjem zaštite, brige, pomoći i nadzora te osiguravanjem opće i stručne izobrazbe utječe na maloljetnikov odgoj, razvoj njegove ličnosti te osobne odgovornosti.
Odgojne mjere jesu:
- Sudski ukor
- Posebne obveze
- Upućivanje u centar za odgoj
- Pojaćana briga i nadzor
- Pojačana briga i nadzor uz dnevni boravak u odgojnoj ustanovi
- Upućivanje u odgojnu ustanovu
- Upućivanje u odgojni zavod
- Upućivanje u posebnu odgojnu ustanovu